# درگاه (دیوان‌سالاری)
درگاه، یکی از بخش‌های دیوان‌سالاری غزنویان و سلجوقیان که به همراه دیوان، ساختار اداری حکومت را به وجود می‌آورند.
درگاه، خود به دو بخش تقسیم می‌شد: بخشی از درگاه، به حرم سلطان تعلق داشت و امور مالی و اقتصادی آن را «وکیل خاص» اداره می‌کرد، بخش دیگر درگاه، محل رفت‌وآمد افراد بلندپایه کشوری و لشکری، طبقات مذهبی، دانشمندان و اقطاع‌داران بود.